# Friedenskapelle (Nüdlingen)

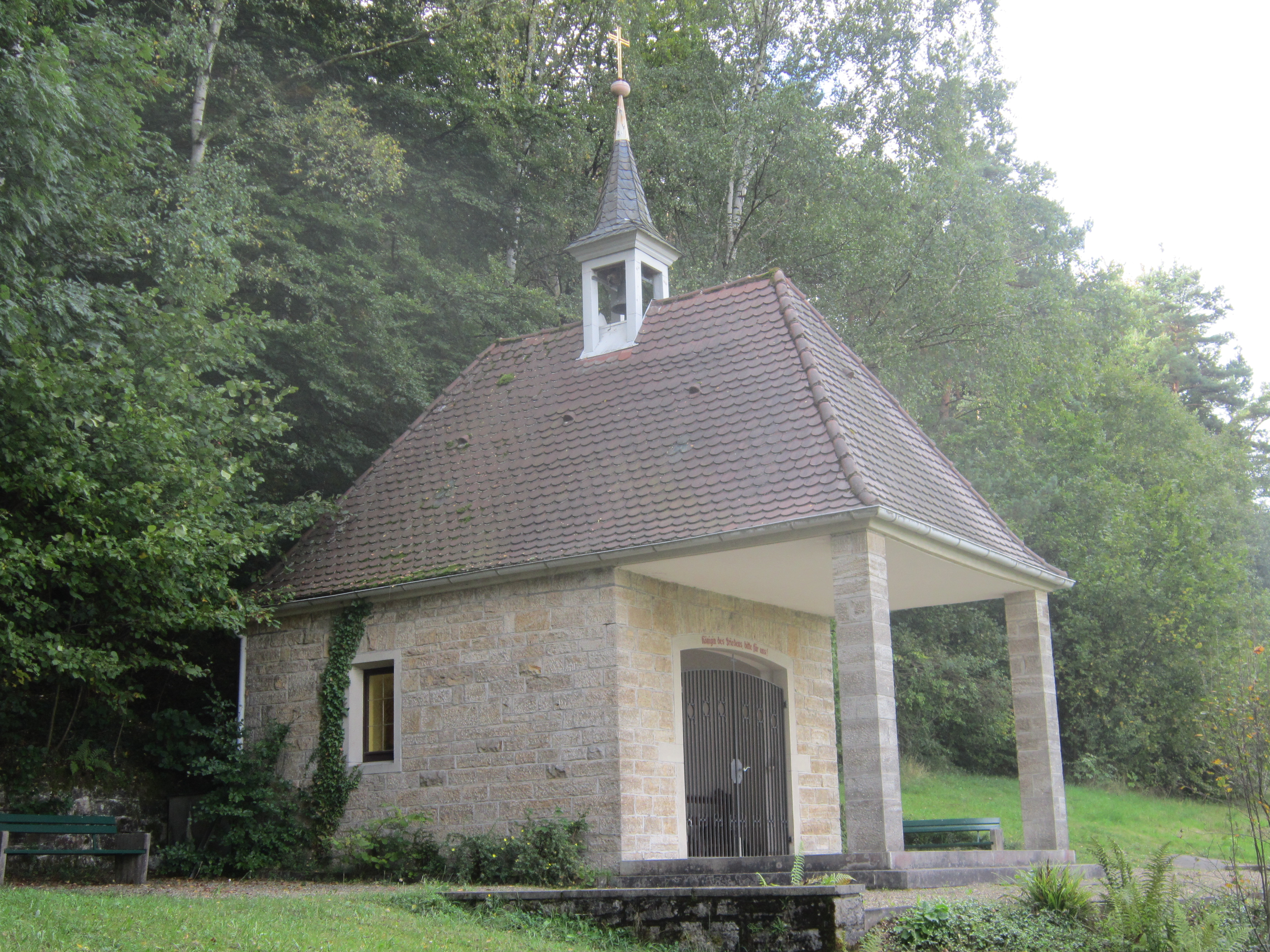
Die Friedenskapelle von Nüdlingen.

Die Friedenskapelle befindet sich in Nüdlingen, einer bayerischen Gemeinde im unterfränkischen Landkreis Bad Kissingen.

## Geschichte
Die Friedenskapelle entstand im Jahr 1958 am Südwesthang des Osterberges auf Initiative von Ortspfarrer Baptist Leidner sowie der Heimkehrer, der Bevölkerung und der Gemeindeverwaltung von Nüdlingen. Während die Gemeinde das Baumaterial in Form von Bauholz und Bruchsteinen sowie einen stattlichen Geldbetrag zur Verfügung stellte, leisteten die Männer des Ortes die notwendigen Bauarbeiten unentgeltlich.
Die Kapelle beherbergt im Inneren eine Marienstatue und trägt, ihrem Zweck als Stätte des Friedens entsprechend, die Inschrift „Königin des Friedens, bitte für uns“ über dem Kapellenraum.
Am 4. Juli 1965 wurde das erste Mal nach 52 Jahren wieder eine Primiz in Nüdlingen abgehalten, die der aus dem Ort stammende Wilhelm Mahlmeister in der Friedenskapelle absolvierte, weil die St. Kilian-Kirche wegen Bauarbeiten geschlossen war.